# Nhà thờ chính tòa Bordeaux
Nhà thờ chính tòa Thánh Andrê của Bordeaux (tiếng Pháp: Cathédrale Saint-André de Bordeaux) là một nhà thờ Công giáo La Mã dành riêng cho Thánh Andrê nằm tại thành phố Bordeaux, Pháp. Đây cũng là trụ sở của Tổng giáo phận Bordeaux.

## Lịch sử
Nhà thờ được Giáo hoàng Urbanô II thánh hiến vào năm 1096. Tòa nhà lớn mang kiến trúc La Mã ban đầu giờ chỉ còn một tàn tích của bức tường ở gian giữa. Cổng hoàng gia có từ thế kỷ 13 trong khi phần còn lại của công trình chủ yếu là từ thế kỷ 14-15. Nhà thờ được xếp hạng là một Di tích quốc gia của Pháp.
Năm 1137, tại nhà thờ này là nơi diễn ra đám cưới giữa Eleanor xứ Aquitaine lúc đó mới chỉ 13 tuổi với vua Louis VII tương lai, chỉ vài tháng sau Eleanor trở thành nữ hoàng.
Ngày nay, nhà thờ là một phần của Đường hành hương Santiago de Compostela ở Pháp, Di sản thế giới được UNESCO công nhận từ năm 1998.

## Kiến trúc
Nhà thờ được xây dựng theo phong cách kiến trúc Gothic với dàn hợp xướng hướng về phía đông có các cửa sổ kính màu lớn. Cửa của nhà thờ có những trang trí ô trên mô tả các cảnh tôn giáo, hình đầu thú hoặc đầu người và các tác phẩm điêu khắc trang trí khác tại các ngọn tháp chuông cao và mỏng đặc trưng của kiến trúc Gothic.
Cạnh nhà thờ chính là Tháp chuông Pey Berland có niên đại thế kỷ 15, được đặt theo tên của tổng giám mục Bordeaux Pey Berland.